# 5485 Каула
5485 Каула (5485 Kaula) — астероїд головного поясу, відкритий 11 вересня 1991 року.
Тіссеранів параметр щодо Юпітера — 3,341.